# Balbí Clara Deulofeu
Balbí Clara Deulofeu (Llagostera, 18 de setembre de 1909 - 8 de desembre de 1993) fou un destacat jugador del Girona FC. Entre 1930 i 1935 va figurar com un dels millors davanters centres d'aquella època; formava part, juntament amb Ferrer, Escuder, Balmanya i Pagès, de la històrica i no menys famosa “davantera de seda”.
Clara va marcar el primer gol del Girona FC en competició oficial La seva vàlua com a davanter va quedar demostrada ja en la primera temporada, 1930/1931 en la qual va marcar quaranta gols en els vint-i-cinc partits oficials; i 40 més, en 20 partit amistosos; amb una mitjana de dos gols per partit.

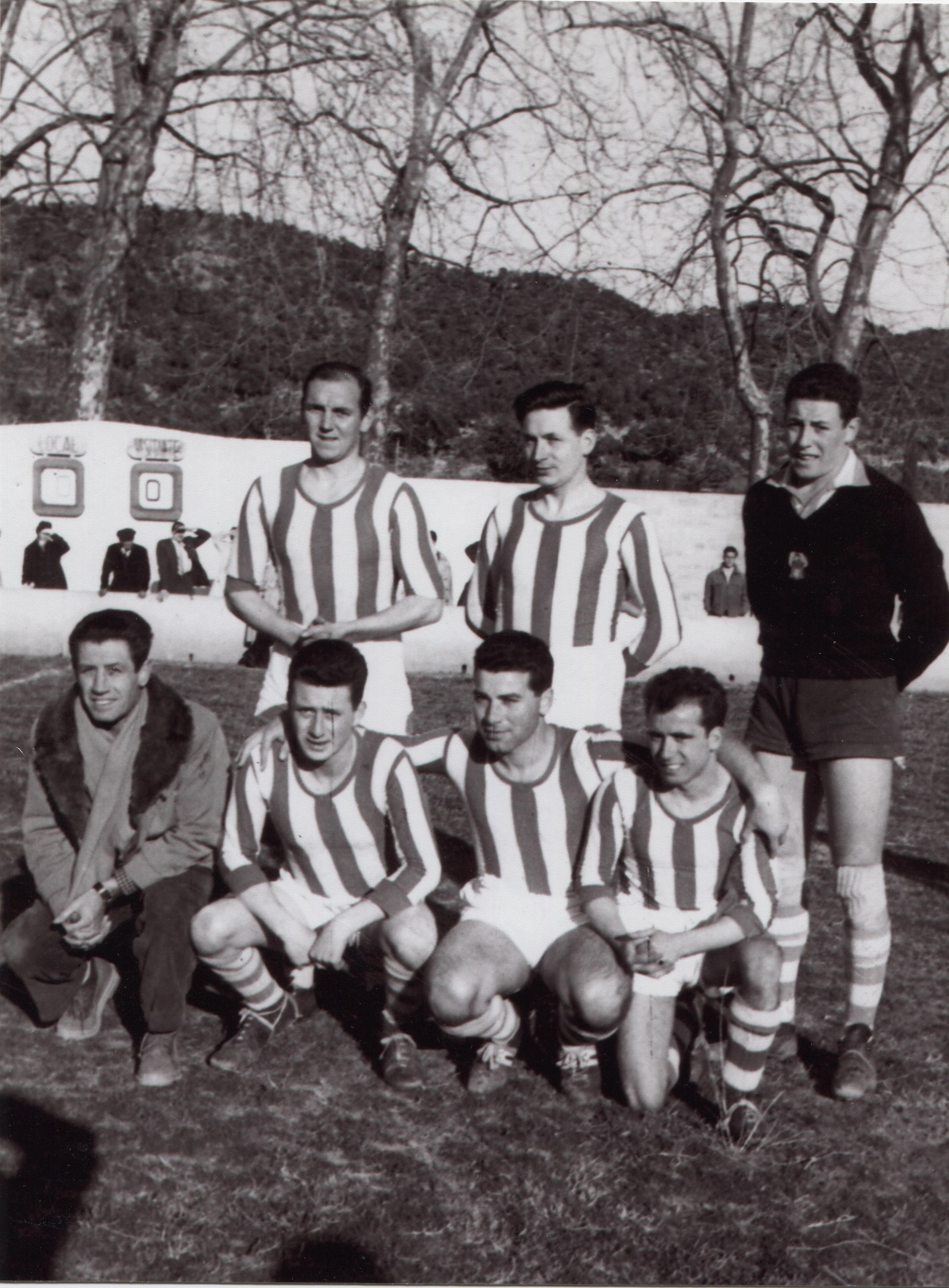
Balbí Clara com a entrenador

## Història
Els seus inicis com a futbolista van ser a l'equip del seu poble natal, la Unió Esportiva Llagostera. El 1929, als 19 anys, va fitxar per la U.E. Girona, club que es va dissoldre un any més tard, fundant el Girona Futbol Club. L'any 1933 el Girona F.C. va ascendir a Primera catalana, condició que va permetre a Balbí Clara jugar alguns partits amistosos amb la flor i nata del futbol català: FC Barcelona, Espanyol, Júpiter, o CE Sabadell.
El 1935 Balbí Clara va fitxar pel CE Sabadell on hi va jugar una temporada. Poc abans d'esclatar la Guerra va tornar al Girona F.C per 3 temporades més, així ho "especulava" la publicació Pont de Pedra "Doncs be. Nosaltres diem, que el davanter que vindra de fora, per a reforçar el nostre equip, serà el formidable «Balbino Clara»"
El 1940 va fitxar pel "Constància d'Inca" tancant un periple de 8 temporades amb el Girona F.C. A 32 anys retorna a Llagostera i juntament amb un grup d'aficionats va fundar l'actual U.E. Llagostera, on encara va jugar uns vuit anys, ja que als 40 continuava fent gols. El diari “Los Sitios” li dedicava el 12 de desembre de 1948 aquesta petita crònica: “La novedad del último partido C.D.Gerona-Llagostera, fué la actuación de nuestro antiguo jugador, el formidable Clara, en las filas del once llagosterense. Con sus 38 años aún tuvo Balbino algunos destellos de clase”. Més endavant, va ser entrenador de l'equip i directiu d'aquest club donant continuïtat a una vida dedicada a l'esport del futbol.
El 29 d'abril de 1988, als 79 anys, va ser guardonat a Girona amb la Medalla de l'Esport.